# Анђело Скјавио
Анђело Скјавио (итал. Angelo Schiavio; 15. октобар 1905 — 17. април 1990) био је италијански фудбалер, најпознатији по томе што је дао одлучујући гол у финалу Светског првенства 1934. године.

## Каријера
У професионалној каријери играо је само за тим Болоње. Наступао је за тај тим у периоду од 1922. до 1938. године (337 утакмица 247 голова). Био је најбољи стрелац Серије А 1932. године. Дебитовао је за репрезентацију Италије 1925. године. За национални тим је одиграо 21 утакмицу и постигао 15 погодака. Освајач бронзане медаље на Олимпијским играма 1928. године. На Светском првенству 1934, Италија је освојила прво место, а Скјавио је у финалу дао одлучујући гол у продужецима против Чехословачке (победа Италије 2:1).
Након завршетка играчке каријере, радио је као тренер Болоње. Био је тренер селекције Италије.
Преминуо је у априлу 1990. у 84. години, био је последњи преживели играч из италијанске победничке екипе са Светског првенства 1934. године. Године 2012. примљен је у фудбалску Кућу славних Италије.

## Успеси

### Клуб
Болоња
- Серија А: 1924/25, 1928/29, 1935/36, 1936/37.
- Митропа куп: 1932, 1934.
- Међународни трофеј Универзал експо Париз: 1937.

### Репрезентација
Италија
- Бронзана медаља на Олимпијским играма: 1928.
- Светско првенство: 1934.
- Куп Централне Европе: 1927–30, 1933–35.

### Индивидуални
- Најбољи стрелац Серије А: 1931/32 (25 голова)[5]
- Сребрна копачка: Светско првенство 1934.
- Фудбалска Кућа славних Италије: 2012 (постхумно)[6]